# Lista de singles número um na Gaon Digital Chart em 2017
A parada digital da Gaon classifica as músicas com melhor desempenho na Coreia do Sul através de dados coletados pela Korea Music Content Industry Association. É constituída através de uma parada semanal e uma parada mensal. Abaixo está uma lista de canções que alcançaram as melhores posições em tais paradas.

## Parada semanal

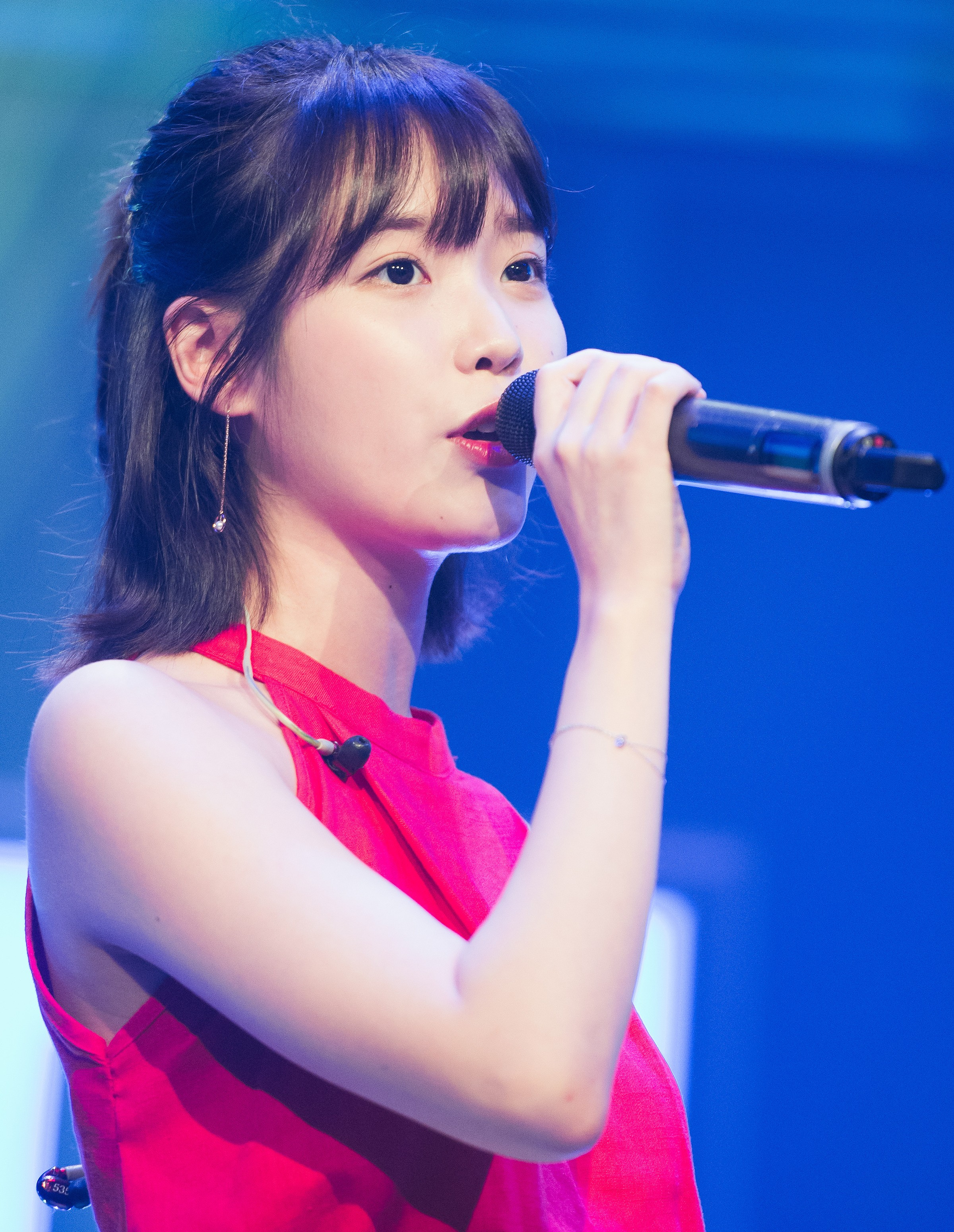
IU (foto) é a artista que mais alcançou o topo da parada em 2017, totalizando seis semanas não-consecutivas

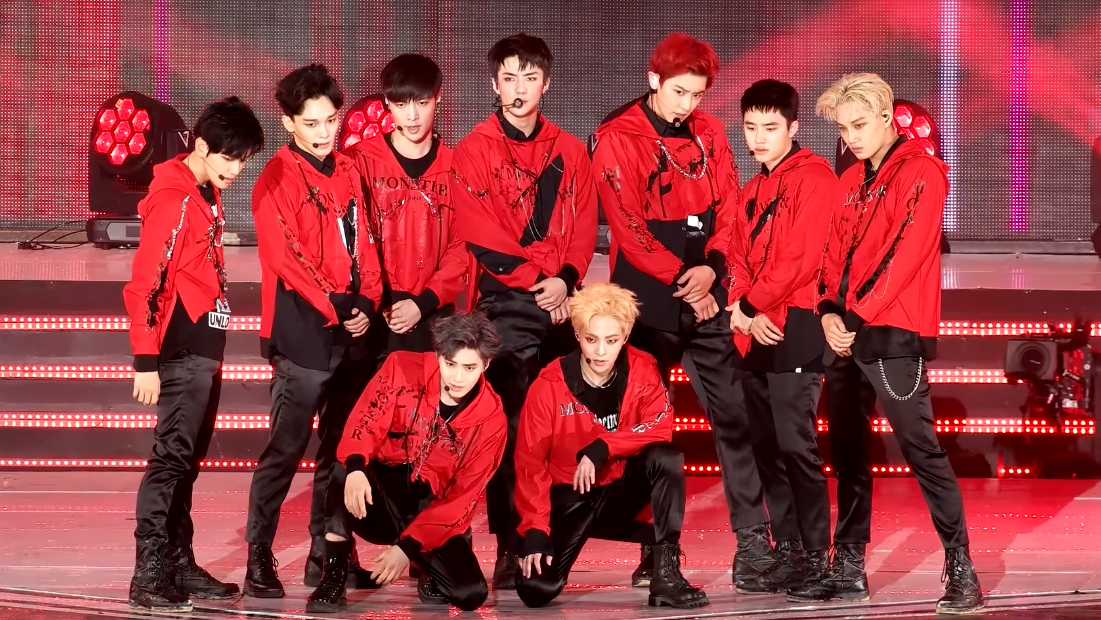
"Ko Ko Bop", single de EXO (foto), esteve no primeiro lugar por quatro semanas não-consecutivas, sendo a canção com melhor desempenho na parada em 2017

| † | Indica o single com melhor desempenho na parada digital semanal da Gaon em 2017 |

| Data            | Canção                                                          | Artista(s)                              | Ref    |
| --------------- | --------------------------------------------------------------- | --------------------------------------- | ------ |
| 3 de janeiro    | "당신의 밤 (Your Night)"                                        | Gaeko e Hwang Kwang-hee (part. Oh Hyuk) | [ 2 ]  |
| 10 de janeiro   | "첫눈처럼 너에게 가겠다 (I Will Go To You Like The First Snow)" | Ailee                                   | [ 3 ]  |
| 17 de janeiro   | "첫눈처럼 너에게 가겠다 (I Will Go To You Like The First Snow)" | Ailee                                   | [ 3 ]  |
| 24 de janeiro   | "첫눈처럼 너에게 가겠다 (I Will Go To You Like The First Snow)" | Ailee                                   | [ 3 ]  |
| 31 de janeiro   | "노래 (The Song)"                                               | Zion.T                                  | [ 4 ]  |
| 7 de fevereiro  | "Yesterday"                                                     | Block B                                 | [ 5 ]  |
| 14 de fevereiro | "봄날 (Spring Day)"                                             | BTS                                     | [ 6 ]  |
| 21 de fevereiro | "Knock Knock"                                                   | TWICE                                   | [ 7 ]  |
| 28 de fevereiro | "Fine"                                                          | Taeyeon                                 | [ 8 ]  |
| 7 de março      | "Fine"                                                          | Taeyeon                                 | [ 8 ]  |
| 14 de março     | "부담이 돼 (Anymore)"                                           | Jung Key (part. Wheein)                 | [ 9 ]  |
| 21 de março     | "얼굴 찌푸리지 말아요 (Plz Don't Be Sad)"                       | Highlight                               | [ 10 ] |
| 28 de março     | "밤편지 (Through The Night)"                                    | IU                                      | [ 11 ] |
| 4 de abril      | "Really Really"                                                 | Winner                                  | [ 12 ] |
| 11 de abril     | "사랑이 잘 (Can't Love You Anymore)"                            | IU (part. Oh Hyuk)                      | [ 13 ] |
| 18 de abril     | "팔레트 (Palette)"                                              | IU (part. G-Dragon)                     | [ 14 ] |
| 25 de abril     | "팔레트 (Palette)"                                              | IU (part. G-Dragon)                     | [ 14 ] |
| 2 de maio       | "아프지 마요 (Be Well)"                                         | Sechs Kies                              | [ 15 ] |
| 9 de maio       | "I Luv It"                                                      | PSY                                     | [ 16 ] |
| 16 de maio      | "Signal"                                                        | TWICE                                   | [ 17 ] |
| 23 de maio      | "Signal"                                                        | TWICE                                   | [ 17 ] |
| 30 de maio      | "Lonely"                                                        | SISTAR                                  | [ 18 ] |
| 6 de junho      | "무제(無題) (Untitled, 2014)"                                   | G-Dragon                                | [ 19 ] |
| 13 de junho     | "남이 될 수 있을까 (We Loved)"                                  | 20 Years Of Age e Bolbbalgan4           | [ 20 ] |
| 20 de junho     | "남이 될 수 있을까 (We Loved)"                                  | 20 Years Of Age e Bolbbalgan4           | [ 20 ] |
| 27 de junho     | "널 너무 모르고 (Don't Know You)"                               | Heize                                   | [ 21 ] |
| 4 de julho      | "비도 오고 그래서 (You, Clouds, Rain)"                          | Heize (part. Shin Yong-jae)             | [ 22 ] |
| 11 de julho     | "빨간 맛 (Red Flavor)"                                          | Red Velvet                              | [ 23 ] |
| 18 de julho     | "Ko Ko Bop" †                                                   | EXO                                     | [ 24 ] |
| 25 de julho     | "Ko Ko Bop" †                                                   | EXO                                     | [ 24 ] |
| 1 de agosto     | "Ko Ko Bop" †                                                   | EXO                                     | [ 24 ] |
| 8 de agosto     | "에너제틱 (Energetic)"                                          | Wanna One                               | [ 25 ] |
| 15 de agosto    | "Ko Ko Bop" †                                                   | EXO                                     | [ 24 ] |
| 22 de agosto    | "좋니 (Like It)"                                                | Yoon Jong-shin                          | [ 26 ] |
| 29 de agosto    | "가시나 (Gashina)"                                              | Sunmi                                   | [ 27 ] |
| 5 de setembro   | "시차 (We Are)"                                                 | Woo Won-jae (part. Loco e Gray)         | [ 28 ] |
| 12 de setembro  | "시차 (We Are)"                                                 | Woo Won-jae (part. Loco e Gray)         | [ 28 ] |
| 19 de setembro  | "가을 아침 (Autumn Morning)"                                    | IU                                      | [ 29 ] |
| 26 de setembro  | "특별해 (Something Special)"                                    | Sechs Kies                              | [ 30 ] |
| 3 de outubro    | "썸 탈꺼야 (Some)"                                              | Bolbbalgan4                             | [ 31 ] |
| 10 de outubro   | "Where You At"                                                  | NU'EST W                                | [ 32 ] |
| 17 de outubro   | "특별해 (Something Special)"                                    | Sechs Kies                              | [ 30 ] |
| 24 de outubro   | "연애소설 (Love Story)"                                         | Epik High (part. IU)                    | [ 33 ] |
| 31 de outubro   | "Likey"                                                         | TWICE                                   | [ 34 ] |
| 11 de novembro  | "그때의 나, 그때의 우리 (When We Were Two)"                     | Urban Zakapa                            | [ 35 ] |
| 18 de novembro  | "Beautiful"                                                     | Wanna One                               | [ 36 ] |
| 25 de novembro  | "좋아 (Yes)"                                                    | Yoon Jong-shin e Minseo                 | [ 37 ] |
| 2 de dezembro   | "기억의 빈자리 (Emptiness in Memory)"                           | Naul                                    | [ 38 ] |
| 9 de dezembro   | "눈 (Snow)"                                                     | Zion.T (part. Lee Moon-se)              | [ 39 ] |
| 16 de dezembro  | "Heart Shaker"                                                  | TWICE                                   | [ 40 ] |
| 23 de dezembro  | "Lonely"                                                        | Kim Jong-hyun (part. Taeyeon)           | [ 41 ] |
| 30 de dezembro  | "instagram"                                                     | Dean                                    | [ 42 ] |

## Parada mensal
| † | Indica o single com melhor desempenho na parada digital mensal da Gaon em 2017 |

| Mês       | Música                                                            | Artista(s)                      | Ref    |
| --------- | ----------------------------------------------------------------- | ------------------------------- | ------ |
| Janeiro   | "첫눈처럼 너에게 가겠다 (I Will Go To You Like The First Snow)" † | Ailee                           | [ 43 ] |
| Fevereiro | "첫눈처럼 너에게 가겠다 (I Will Go To You Like The First Snow)" † | Ailee                           | [ 44 ] |
| Março     | "Fine"                                                            | Taeyeon                         | [ 45 ] |
| Abril     | "사랑이 잘 (Can't Love You Anymore)"                              | IU (part. Oh Hyuk)              | [ 46 ] |
| Maio      | "I Luv It"                                                        | PSY                             | [ 47 ] |
| Junho     | "무제(無題) (Untitled, 2014)"                                     | G-Dragon                        | [ 48 ] |
| Julho     | "비도 오고 그래서 (You, Clouds, Rain)"                            | Heize (part. Shin Yong-jae)     | [ 49 ] |
| Agosto    | "Ko Ko Bop"                                                       | EXO                             | [ 50 ] |
| Setembro  | "시차 (We Are)"                                                   | Woo Won-jae (part. Loco e Gray) | [ 51 ] |
| Outubro   | "특별해 (Something Special)"                                      | Sechs Kies                      | [ 52 ] |
| Novembro  | "선물 (Gift)"                                                     | Melomance                       | [ 53 ] |
| Dezembro  | "기억의 빈자리 (Emptiness in Memory)"                             | Naul                            | [ 54 ] |